# Салюки
Салю́ки, или перси́дская борза́я, или газе́лья соба́ка  (араб. سلوقی‎ (salūqī), перс. سلوکی,سگ‎), — порода борзых собак, считается одной из древнейших пород. Изящная, довольно крупная собака, предназначенная для охоты на газелей, зайцев и другую мелкую дичь.

## Происхождение и история породы
Салюки — возможно, древнейшая порода собак. Изображения подобных собак встречаются по всему Плодородному Полумесяцу, древнейшие датируются примерно 3500 годом до н. э. (эламитская керамика из Суз и Сиалка), а в египетских захоронениях такие изображения встречаются с XXII века до н. э. Существует мнение, что название породы связано с арабским городом Салюк или с сирийским городом Селевкия. Древнее происхождение подтверждено и генетическими исследованиями.
Порода сформировалась в кочевых племенах арабов-бедуинов, которые считали благородных салюки древним даром Аллаха (El Hor, Al-Hurr) и заботились о сохранении в поколениях безупречной красоты, исключительной скорости и выносливости. Бедуины использовали их для охоты на зайцев, газелей, кроликов, лис и другую мелкую добычу. Конный охотник сопровождал собаку, которая должна была догнать зверя и живым удерживать его до прибытия хозяина, который умерщвлял добычу в соответствии с традициями ислама. Салюки была самым ценным достоянием после арабской лошади и считалась членом семьи. Собаки жили в шатрах вместе с людьми, а до места охоты собак «подвозили» верхом на лошади или верблюде. Этих собак не продавали, а преподносили как драгоценный подарок. В исламе салюки, как и другие породы азиатских борзых, считаются чистыми животными, в отличие от собак других пород.
Кочевой уклад бедуинов способствовал распространению салюки по всему Ближнему Востоку. Есть свидетельства, что в Китае первые салюки появились во времена династии Тан (618—907). Среднеазиатскую борзую тазы, распространённую в Туркменистане и Казахстане, считают производной от персидской салюки.

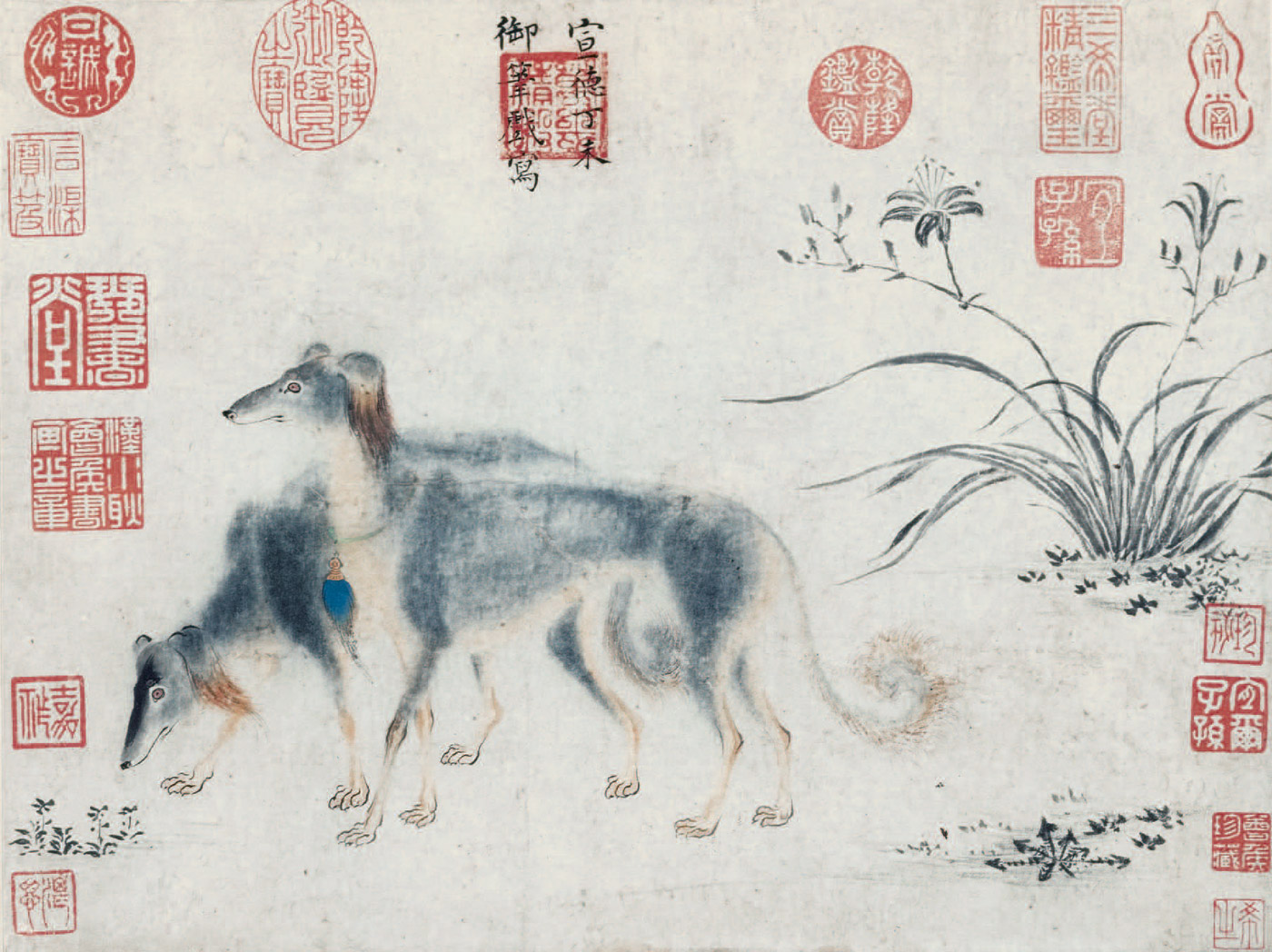
Чжу Чжаньцзи. Салюки. 1428 год

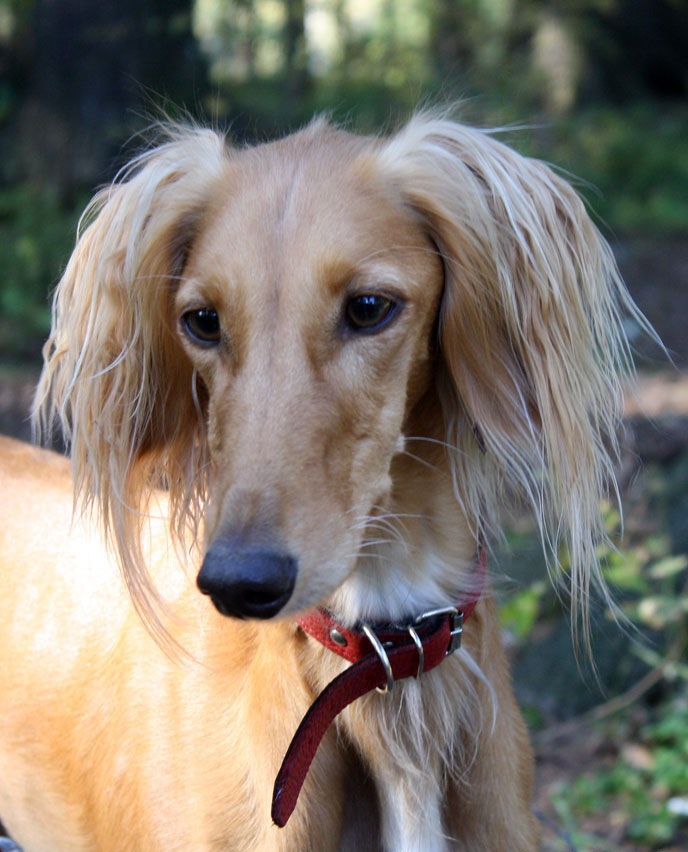

В Европу салюки попали в средние века, об этом свидетельствуют многочисленные произведения изобразительного искусства. Современное поколение салюки в Европе берёт начало от собак, ввезённых в 1895 году в Великобританию из Египта дочерью учёного-египтолога леди Флоренс Амхерст. Английский Кеннел-клуб зарегистрировал стандарт породы в 1963 году, в США порода признана в 1929-м. Международная кинологическая федерация утвердила первый стандарт салюки в 1966 году.

## Внешний вид
Для породы характерен широкий диапазон типов телосложения, сформировавшихся в разных бедуинских племенах. Существуют и два типа шерсти: гладкий и «в перьях», так что салюки занимает переходное место между длинношёрстной афганской борзой и короткошёрстной слюги. В зависимости от места возникновения породы различают пять типов салюк, от горного — хорошо оброслого, высокого и костистого — до пустынного, имеющего нежную конституцию и невысокий рост.
Салюки элегантны, грациозны, но очень выносливы и в целом олицетворяют тип собаки-ловца, резвой и сильной настолько, чтобы по песку и каменистым россыпям догнать и удерживать газель. Для салюки характерен лёгкий, сухой тип сложения. Длинная, тонкая, нежная голова с мощными челюстями, переход ото лба к морде выражен слабо, мочка носа чёрная или коричневая, глаза овальные и довольно большие, уши висячие. Стройные и сильные ноги, глубокая грудная клетка и поджарый живот — все это необходимо салюки для быстрой, продолжительной скачки и поимки добычи. Шея длинная, мускулистая, спина крепкая. Длинный хвост опущен вниз, конец хвоста приподнят в полукольцо.
У длинношёрстной разновидности на ушах, хвосте и задней стороне ног имеются бурки (украшающие очёсы). Салюки не имеют подшёрстка, их шерсть гладкая, нежная и шелковистая. Стандартом породы разрешены все окрасы: белый, кремовый, палевый, рыжий, черно-подпалый, гризли, пегий (белый с рыжими или черными пятнами). Нежелательным окрасом считается лишь тигровый.

## Темперамент
Салюки — уравновешенные и молчаливые собаки, очень независимые. Салюки азартно и вязко преследуют зверя или приманку на бегах и могут гнать добычу в течение нескольких часов. Салюки — рекордсмены по скорости в беге на длинные дистанции: как утверждает книга рекордов Гиннесса, они могут бежать со скоростью почти 70 км/ч. Они ласковы с домашними (в том числе и с детьми), но несколько настороженно относятся к чужим. Собаки обладают тонким слухом и могут использоваться как сторожевые.

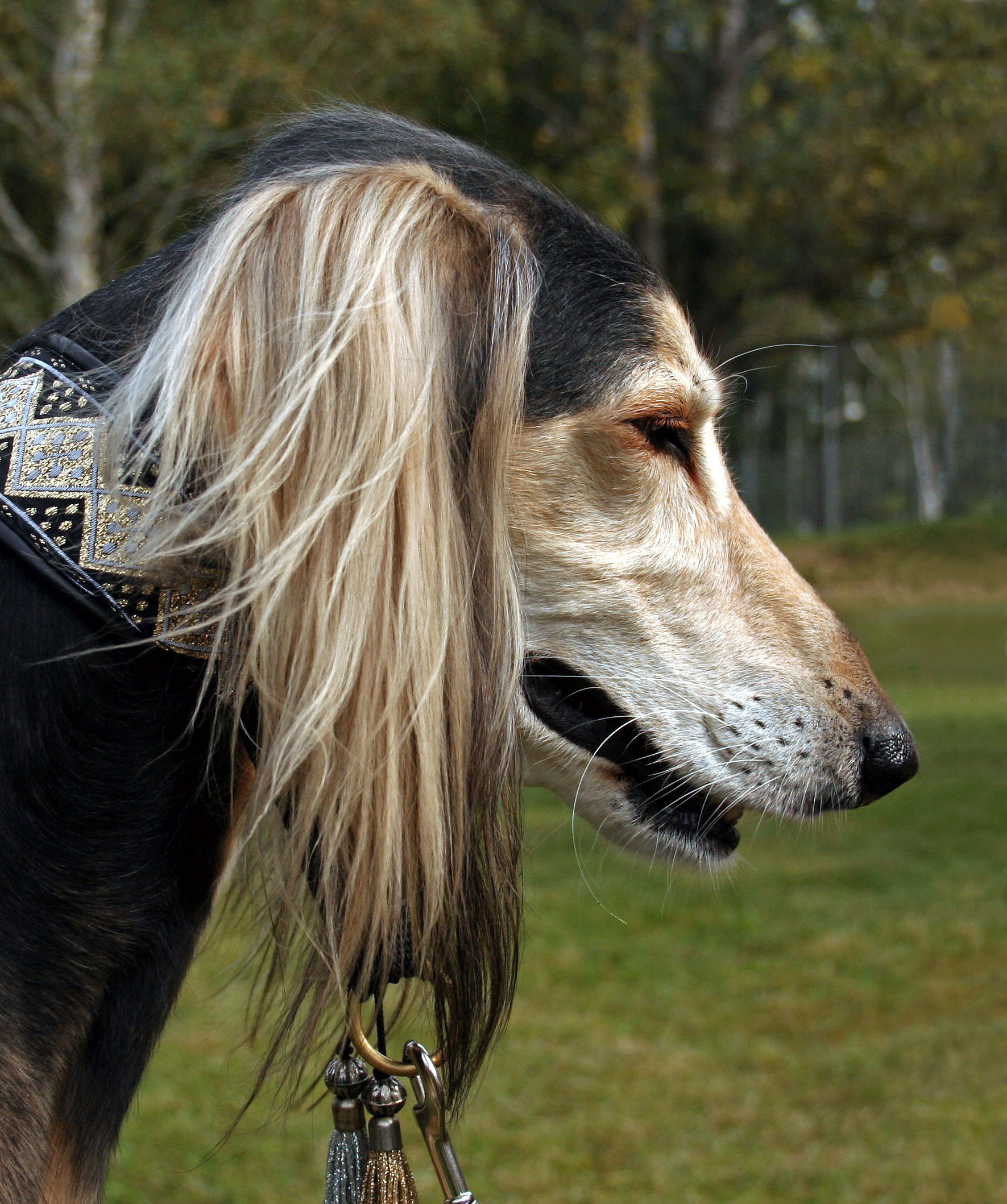
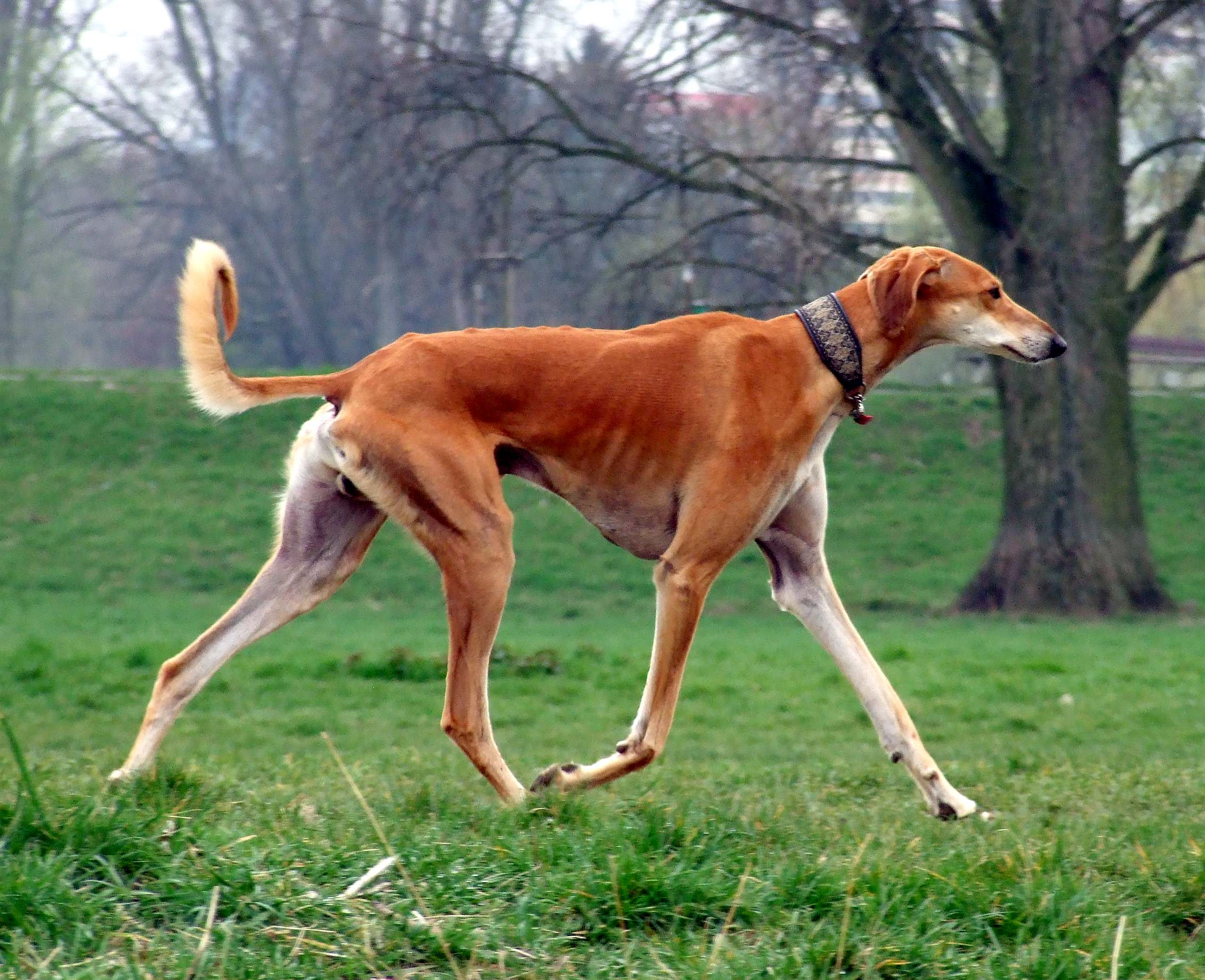
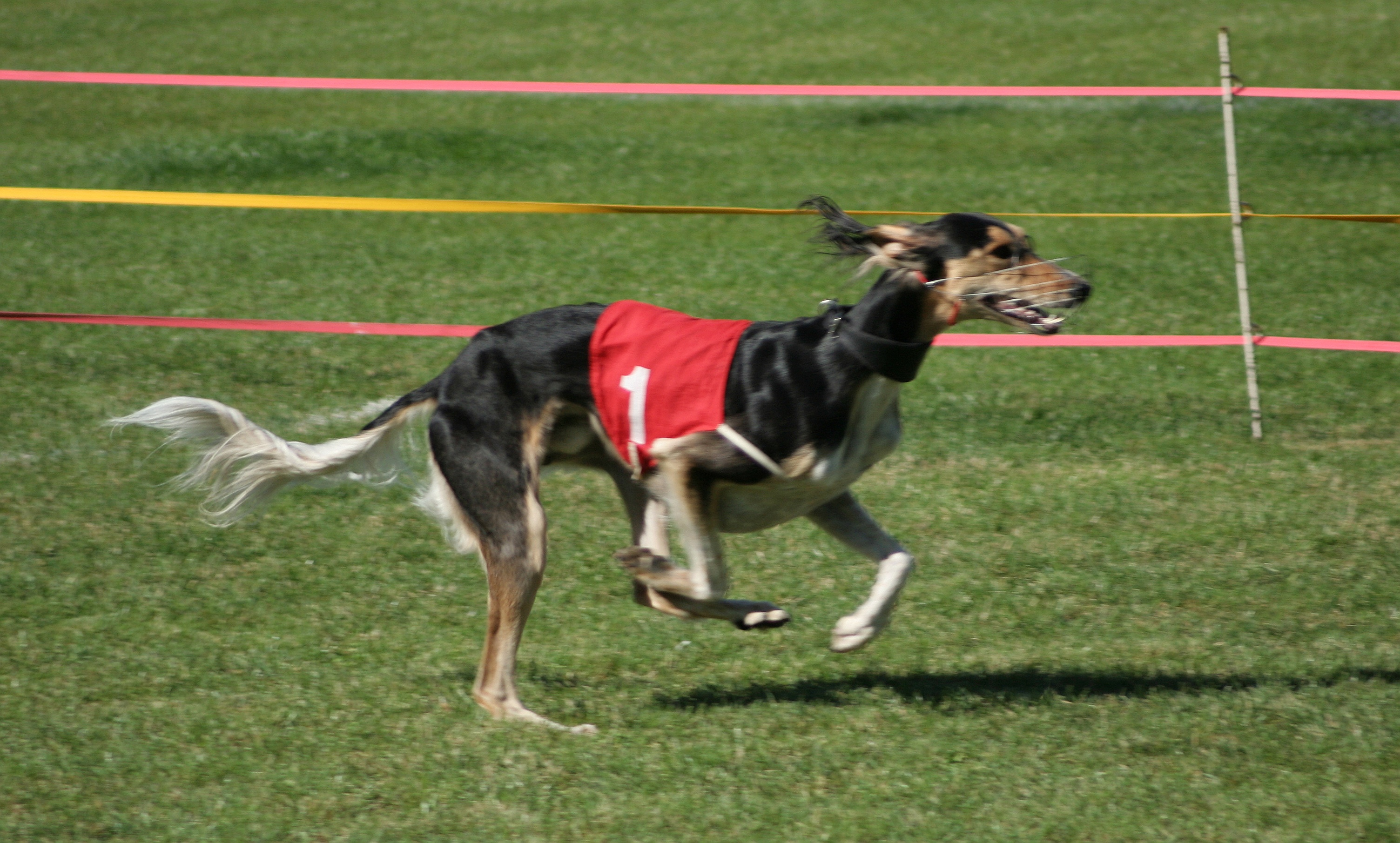
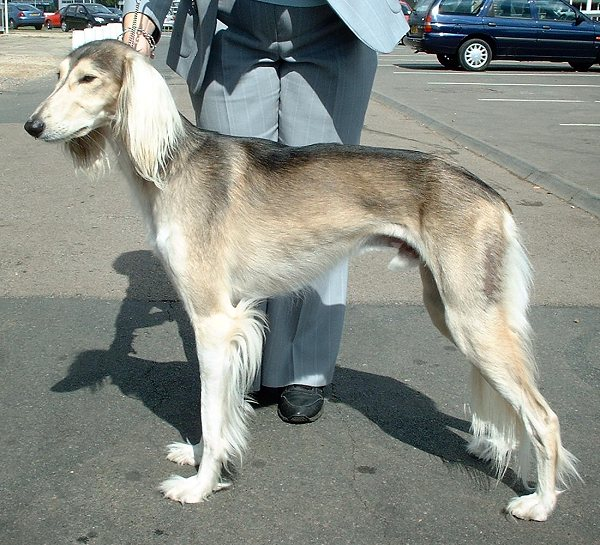